# Thottea longipedunculata
Thottea longipedunculata är en piprankeväxtart som beskrevs av T.L.Yao. Thottea longipedunculata ingår i släktet Thottea och familjen piprankeväxter. Inga underarter finns listade i Catalogue of Life.